# Grasonville (Maryland)
Grantsville es un pueblo ubicado en el condado de Garrett en el estado estadounidense de Maryland. En el Censo de 2010 tenía una población de 766 habitantes y una densidad poblacional de 302,1 personas por km².

## Geografía
Grantsville se encuentra ubicado en las coordenadas 39°41′49″N 79°9′11″O / 39.69694, -79.15306. Según la Oficina del Censo de los Estados Unidos, Grantsville tiene una superficie total de 2.54 km², de la cual 2.54 km² corresponden a tierra firme y (0%) 0 km² es agua.

## Demografía
Según el censo de 2010, había 766 personas residiendo en Grantsville. La densidad de población era de 302,1 hab./km². De los 766 habitantes, Grantsville estaba compuesto por el 98.3% blancos, el 0.13% eran afroamericanos, el 0.39% eran amerindios, el 0% eran asiáticos, el 0% eran isleños del Pacífico, el 0% eran de otras razas y el 1.17% pertenecían a dos o más razas. Del total de la población el 1.57% eran hispanos o latinos de cualquier raza.